# Réserve naturelle marine de La Réunion
La réserve naturelle marine de La Réunion (RNN164) est une réserve naturelle nationale de l'île de La Réunion, département d'outre-mer français dans le sud-ouest de l'océan Indien. Classée en 2007, elle occupe une surface de 3 500 hectares.
En tant qu'aire marine protégée, elle protège la totalité des lagons sauf celui de St Pierre, mais aussi les segments de côte rocheuse qui les isolent les uns des autres sur les 40 km de linéaire côtier dont elle a la responsabilité sur la côte occidentale de l'île.

## Localisation

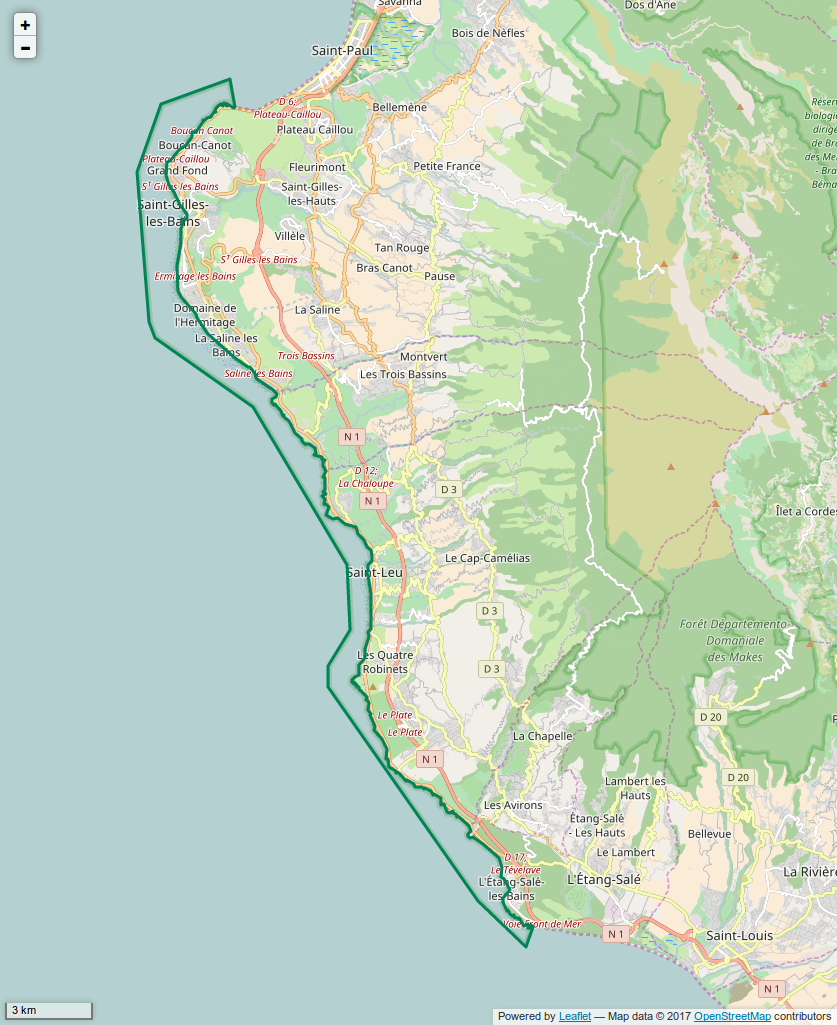
Périmètre de la réserve naturelle.

Le territoire de la réserve naturelle se trouve sur la côte ouest de l'île de La Réunion et couvre une zone de 3 500 hectares correspondant à la partie du domaine public maritime comprise entre, d'une part, le rivage de la mer (à l'exception des ports de Saint-Gilles les Bains et Saint-Leu), et d'autre part, la ligne brisée joignant les points dont les coordonnées géographiques sont les suivantes dans le système WGS 84 :
- PGR : 21° 01′ 08,17″ S, 55° 14′ 24,89″ E
- BGR1 : 21° 00′ 35,74″ S, 55° 14′ 18,81″ E
- BGR2 : 21° 01′ 04,78″ S, 55° 12′ 53,86″ E
- BGR3 : 21° 02′ 22,33″ S, 55° 12′ 23,83″ E
- BGP1 : 21° 03′ 42,32″ S, 55° 12′ 30,63″ E
- BGP2 : 21° 05′ 15,61″ S, 55° 12′ 38,85″ E
- BGP3 : 21° 05′ 33,83″ S, 55° 12′ 46,06″ E
- BGP4 : 21° 06′ 53,82″ S, 55° 14′ 47,42″ E
- BGP5 : 21° 09′ 56,03″ S, 55° 16′ 43,66″ E
- BGP6 : 21° 11′ 10,56″ S, 55° 16′ 47,67″ E
- BGR4 : 21° 11′ 52,28″ S, 55° 16′ 19,98″ E
- BGR5 : 21° 12′ 16,89″ S, 55° 16′ 19,93″ E
- BGR6 : 21° 15′ 45,39″ S, 55° 18′ 56,71″ E
- BGR7 : 21° 16′ 23,16″ S, 55° 19′ 25,1″ E
- BG1 : 21° 17′ 16,12″ S, 55° 20′ 24,18″ E
- PG1 : 21° 16′ 52,5″ S, 55° 20′ 33,3″ E

La partie du littoral concernée s'étend du Cap la Houssaye (Saint-Paul), au Nord, jusqu'à la Roche des oiseaux (L'Étang-Salé), au Sud, incluant les côtes de 5 communes : Saint-Paul (dont les sites de Boucan Canot, Saint-Gilles les Bains, L'Ermitage-les-Bains et La Saline les Bains), Trois-Bassins, Saint-Leu, Les Avirons et L'Étang-Salé. Elle englobe les 20 kilomètres de la barrière corallienne de la côte ouest.

## Histoire du site et de la réserve

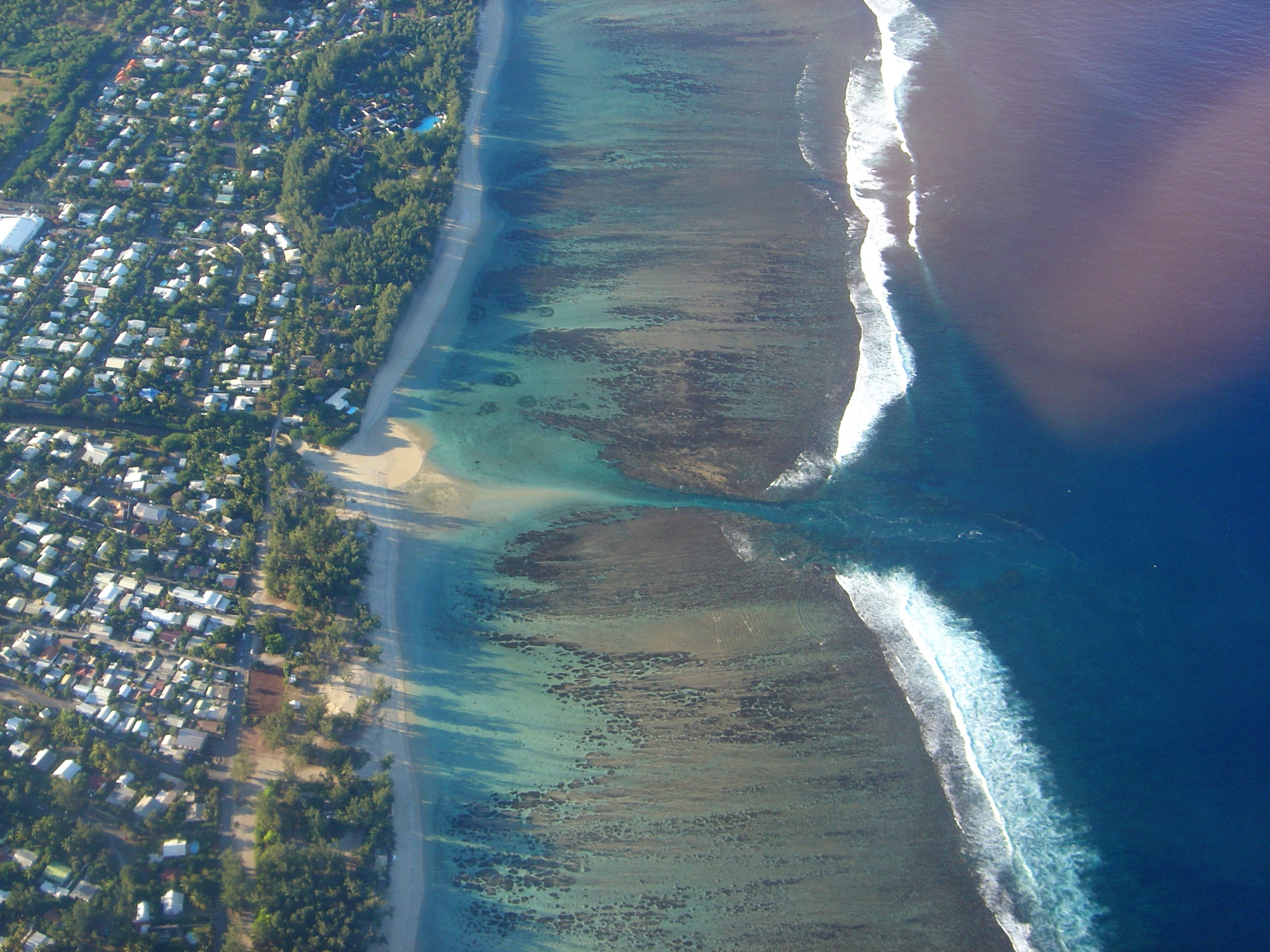
Le lagon de l'Ermitage et sa passe.

Depuis la fin des années 1970, le développement rapide de l'île (urbanisation, intensification de l'agriculture, grands travaux...) a provoqué une dégradation progressive de l'état des fragiles écosystèmes coralliens de la côte ouest. C'est dans le but de limiter ce processus de dégradation qu'a été créée la Réserve en 2007, pour protéger 35 km2 de récif sur 40 km de littoral, englobant ainsi tous les lagons de l'île à part celui de Saint-Pierre. Les missions de la Réserve sont de « surveiller, connaître et faire connaître » la biodiversité récifale de l'île, ainsi que de produire des rapports d'activité réguliers.
Un réseau d’observateurs sous-marins bénévoles, nommé les « Sentinelles du Récif », a été constitué en 2012 afin de profiter de l’expérience de nombreux plongeurs, apnéistes et observateurs en PMT (palmes-masque-tuba) dans et hors du lagon. Enfin, la RNMR organise à l’année des visites guidées, à la fois pédagogiques et ludiques, du lagon de L’Ermitage.
La création de la Réserve Marine de La Réunion a suivi la publication d'un rapport « point zéro » par les scientifiques de l'IRD.

## Intérêt touristique et pédagogique
La RNMR organise à l’année des visites guidées, à la fois pédagogiques et ludiques, du lagon de L’Ermitage. Cette opération, nommée « le Sentier de L’Ermitage », est destinée à faire découvrir la richesse et la fragilité des récifs coralliens au public (notamment scolaires et touristes).

## Administration, plan de gestion, règlement
La gestion de la réserve est confiée à un groupement d'intérêt public, le GIP-RNMR (Groupement d'intérêt public - Réserve nationale marine de La Réunion), dont la convention constitutive a été approuvée par un arrêté signé par le Préfet de La Réunion de l'époque, Pierre-Henry Maccioni, le 8 décembre 2007,.

### Outils et statut juridique
La réserve naturelle a été créée par un décret du 21 février 2007.

### Réglementation de la Réserve

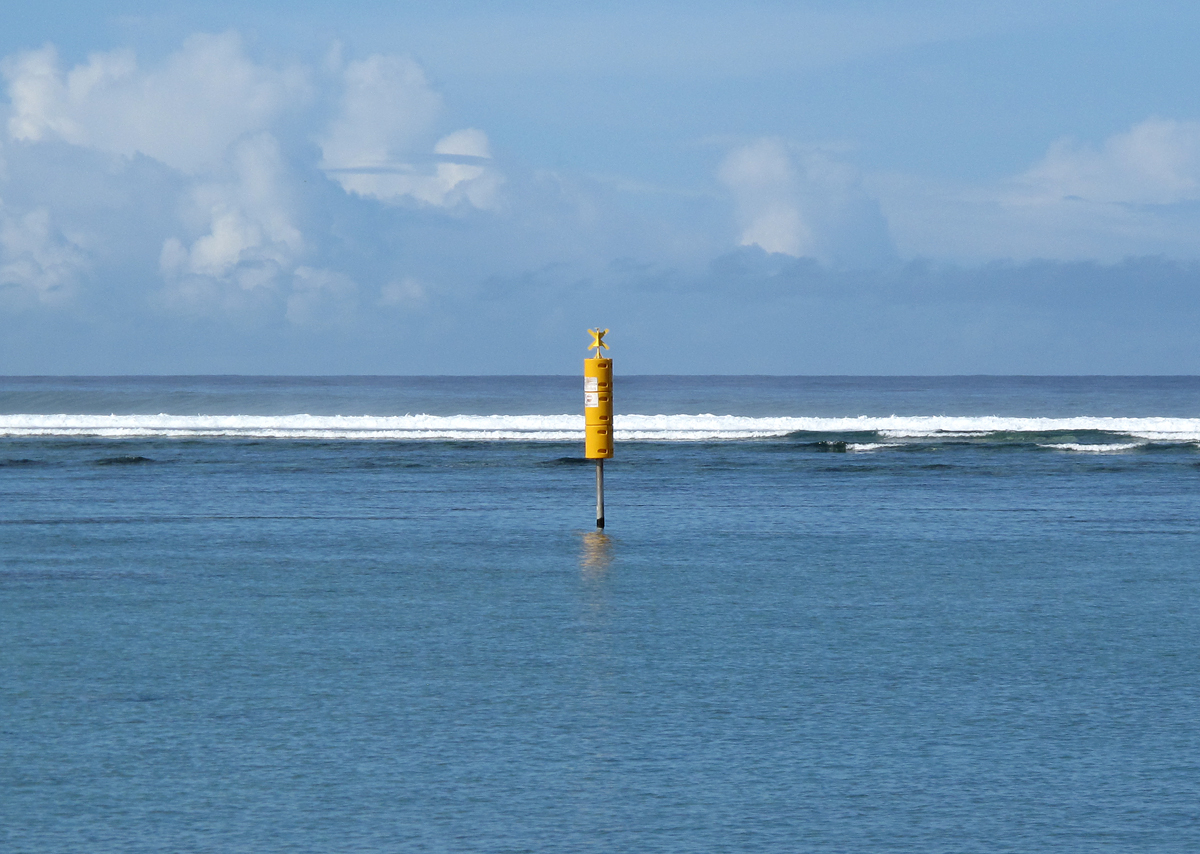
Un poteau délimitant le sanctuaire marin

Sur toute la surface protégée par la Réserve, la dégradation de l’environnement, la perturbation des animaux ou leur capture sont formellement interdits et sévèrement punis. Cela concerne aussi le prélèvement de coquilles vides, de débris coralliens et du sable lui-même. La baignade de nuit avec torche, qui perturbe le sommeil des animaux, est interdite sauf autorisation donnée par la Réserve Marine pour motif scientifique.
Les activités dites de pêche à pied traditionnelle, considérée comme une pêche de subsistance, sont cependant tolérées dans certaines limites (matériel de pêche, espèces visées) et sous certaines conditions (permis de pêcher, périodes d'ouverture, horaires, quotas, zones de pêche, nombre d’autorisations limité à 800 cartes, etc.). Ces activités sont suivies par des fonctionnaires de la Réserve Marine et par des scientifiques.
Il existe trois niveaux de protection différents. Le troisième s'applique à des zones de protection maximale, dites « zones sanctuaires » ; il en existe cinq sur le territoire de la Réserve : deux à L’Ermitage, un à la Pointe des Châteaux, un quatrième dans le lagon de St Leu et un dernier dans le lagon de L’Etang Salé les Bains. Ces sanctuaires sont destinés à garantir le milieu de développement le moins stressant possible aux coraux et aux animaux marins qui en dépendent directement ou indirectement. Toute présence humaine y est interdite quel que soit le motif. Elles sont signalées par des poteaux orange de plusieurs mètres de haut plantés dans le lagon. La surface qu’ils délimitent est expliquée sur des panneaux de la RNMR disposés devant la plage. Des éco-gardes, dont certains sont assermentés, veillent au respect de la réglementation.

## Biodiversité

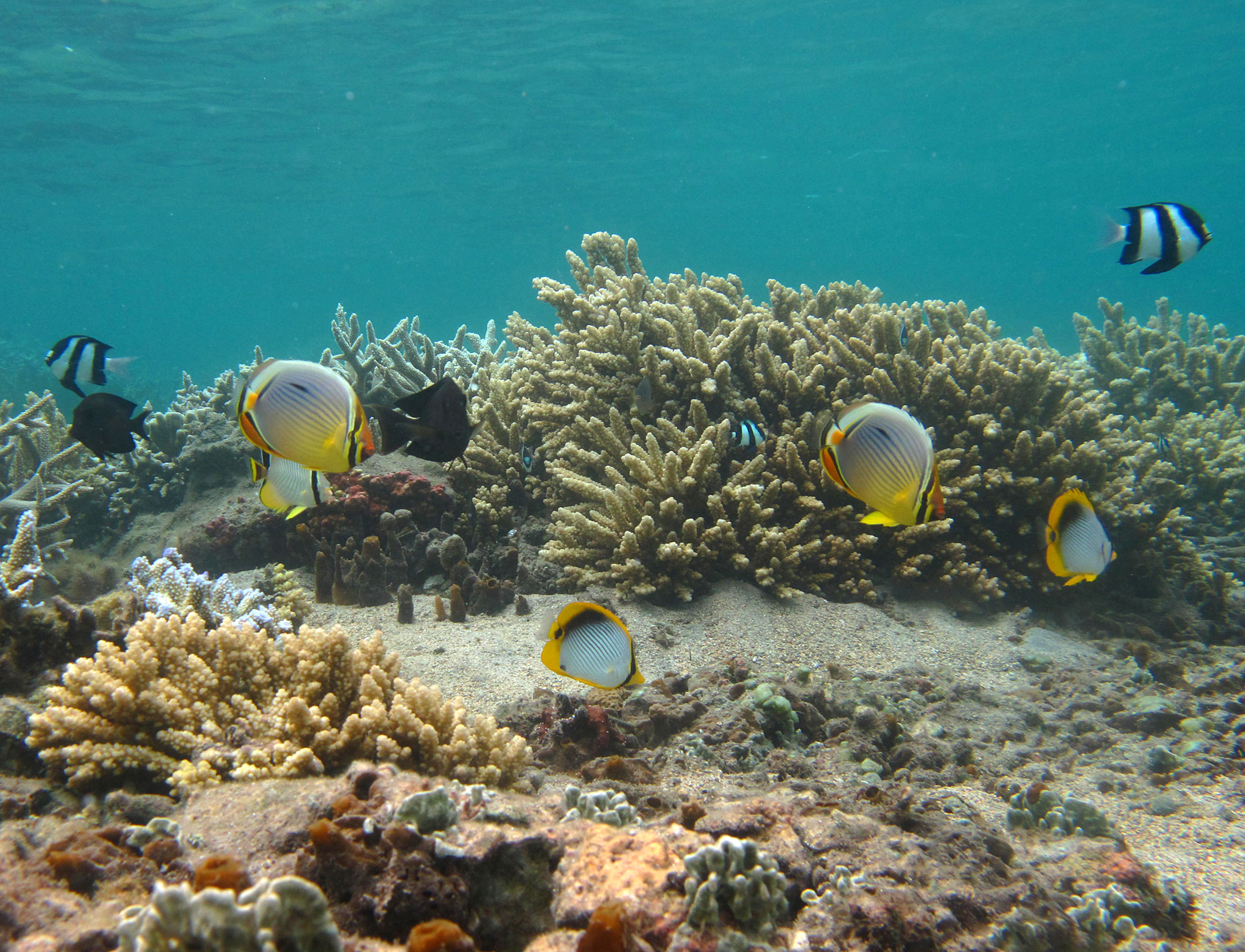
Paysage sous-marin typique du lagon de l'Ermitage, en 2014.

Au niveau de la faune, les récifs coralliens de la Réunion, aussi bien au niveau des platiers que des barrières, sont dominés par des espèces de corail branchu à croissance rapide du genre Acropora (famille des Acroporidae). La décomposition de la matière organique du platier est essentiellement assurée par deux espèces d'holothuries (échinodermes) : l'holothurie noire (Holothuria leucospilota) et le cordon mauresque (Synapta maculata) parfois aussi appelé « serpent de mer ».
Malgré la faible surface des récifs coralliens, la biodiversité marine de la Réunion est comparable aux autres îles du secteur, qui vaut à l'archipel des Mascareignes son inscription parmi les 10 principaux « hot spots » de biodiversité mondiale. Les recherches scientifiques récentes font état à la Réunion de plus de 190 espèces de coraux, 
plus de 1,300 espèces de mollusques, 
plus de 500 espèces de crustacés, 
plus de 130 espèces d'échinodermes 
et plus de 1,000 espèces de poissons.
Cependant, près d’un tiers de ces espèces était déjà considéré comme menacé ou vulnérable en 2009, avec un corail en dégradation en plusieurs endroits. Les causes de cet état de fait sont la pollution, la surpêche et le braconnage ainsi que la pression anthropique, notamment liée à la densification de l’urbanisation des zones côtières et au rejet des eaux usées. Les récifs coralliens comptent parmi les écosystèmes côtiers les plus riches en matière de biodiversité, mais ils sont aussi les plus fragiles. Ainsi, un phénomène de blanchissement des coraux (entraînant leur forte mortalité) a été observé en mars 2014, corrélé à un épisode de mortalité massive des poissons, dû (au moins pour le second) à une bactérie pathogène (Streptococcus iniae), dont la prolifération pourrait être due à un surenrichissement des eaux du lagon. Ce phénomène semble s'être résorbé naturellement, mais continue de susciter la perplexité et l'inquiétude des autorités.

## Galerie d'images sous-marines des espèces les plus communes

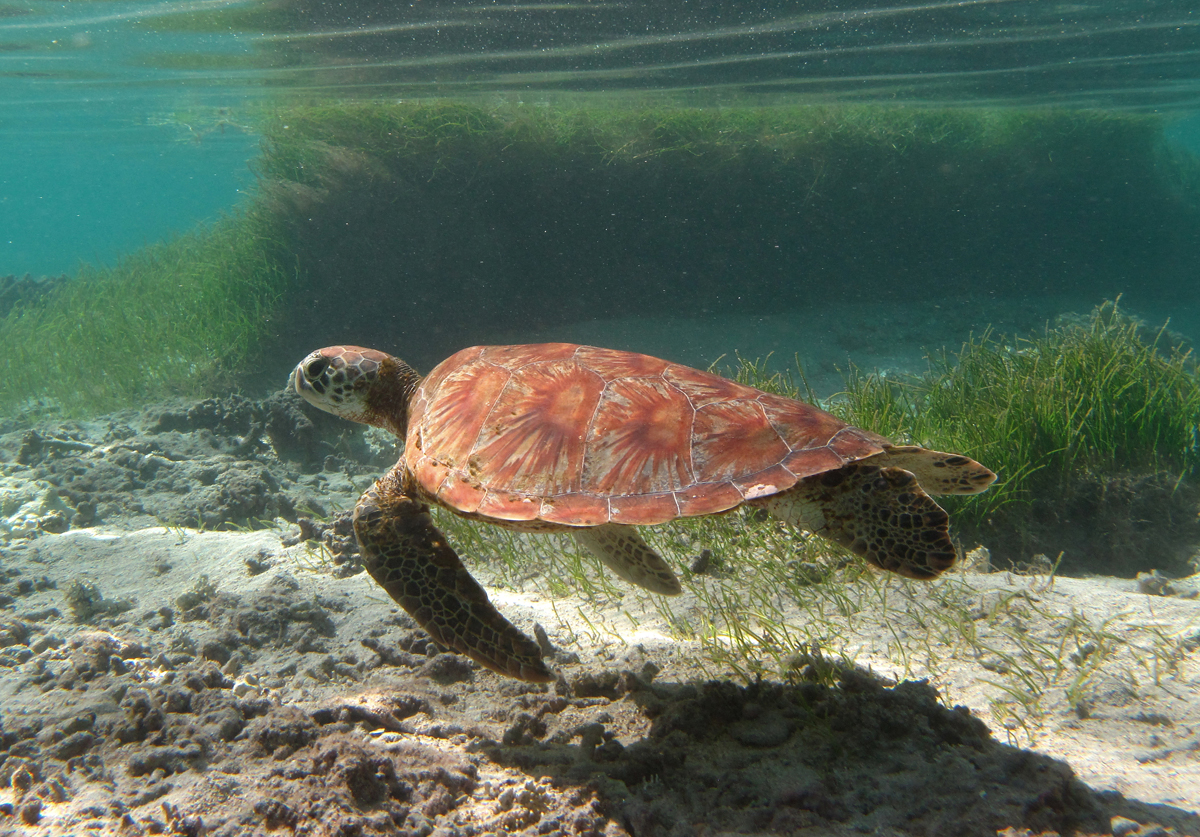
tortue verte immature (Chelonia mydas)
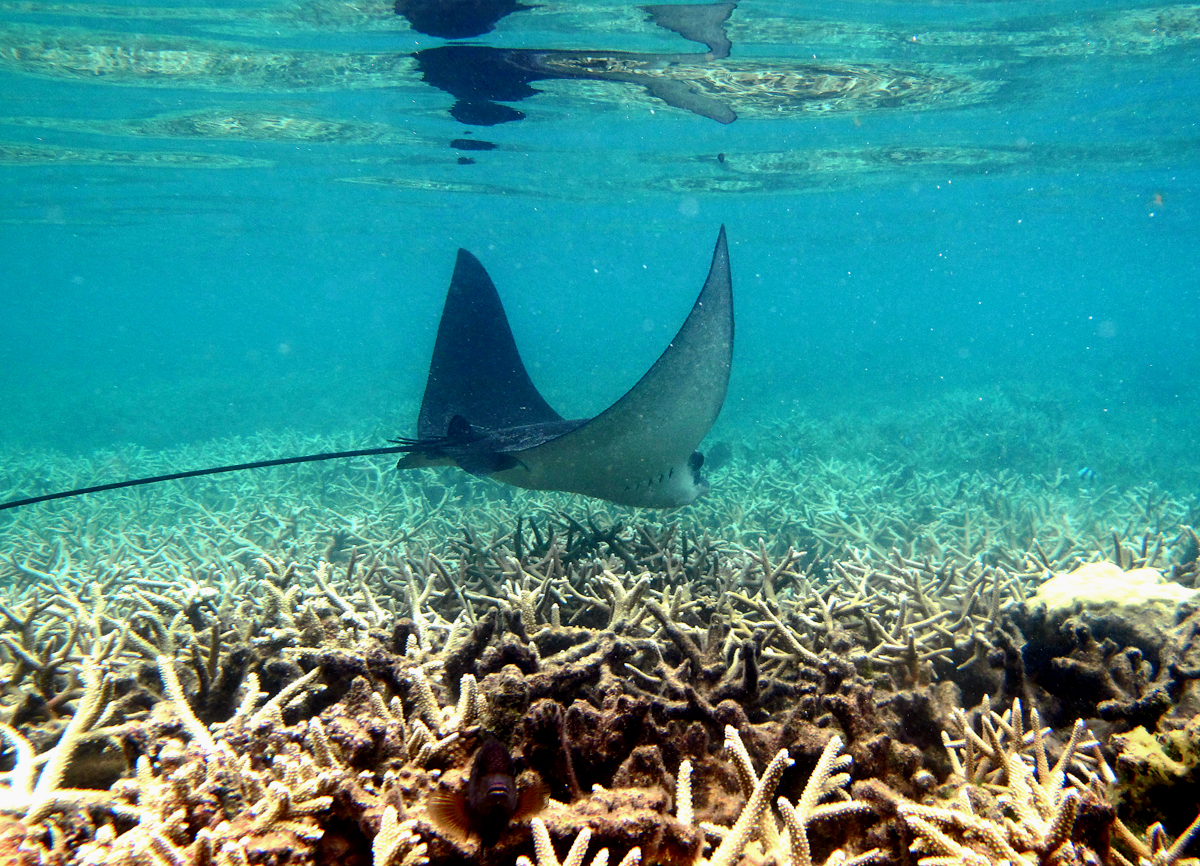
Raie aigle (Myliobatis aquila)
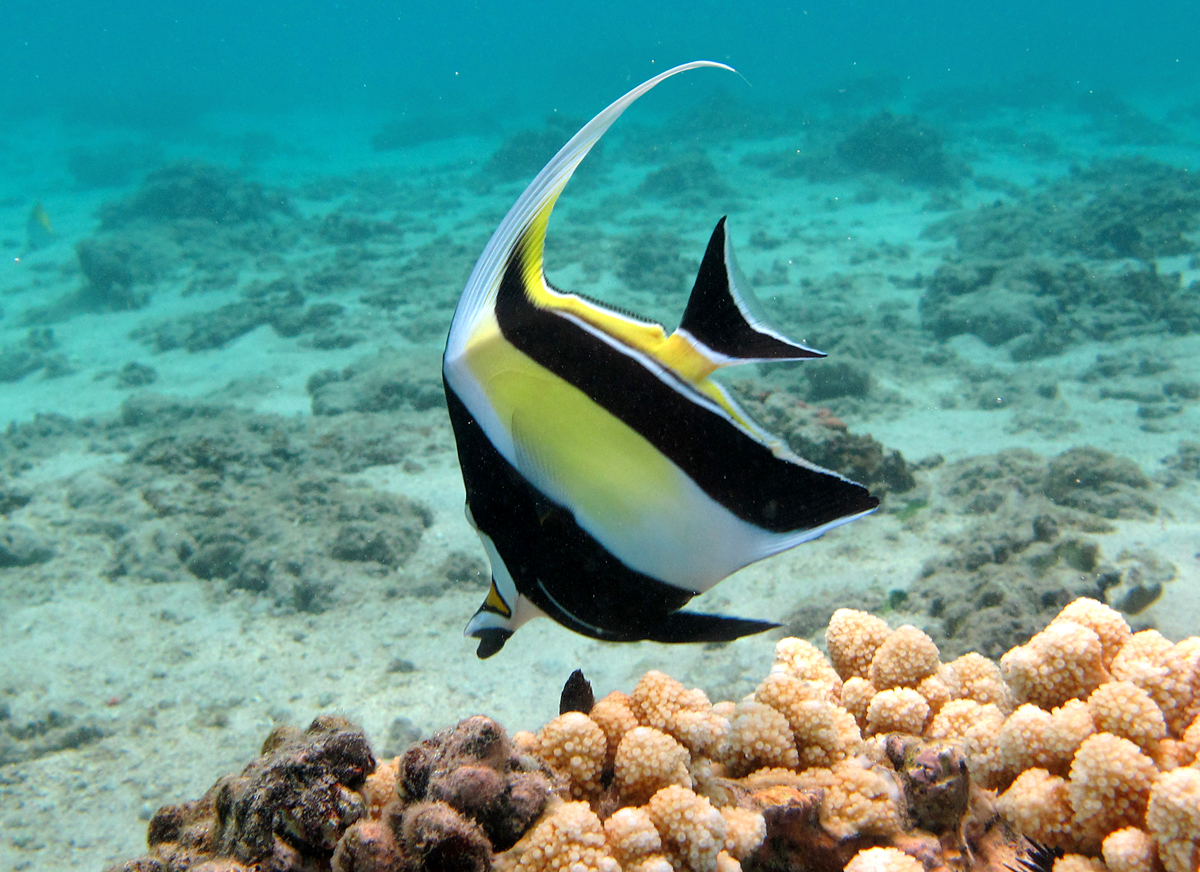
Idole des Maures (Zanclus cornutus), un des poissons les plus emblématiques des récifs coralliens de l'Océan Indien.
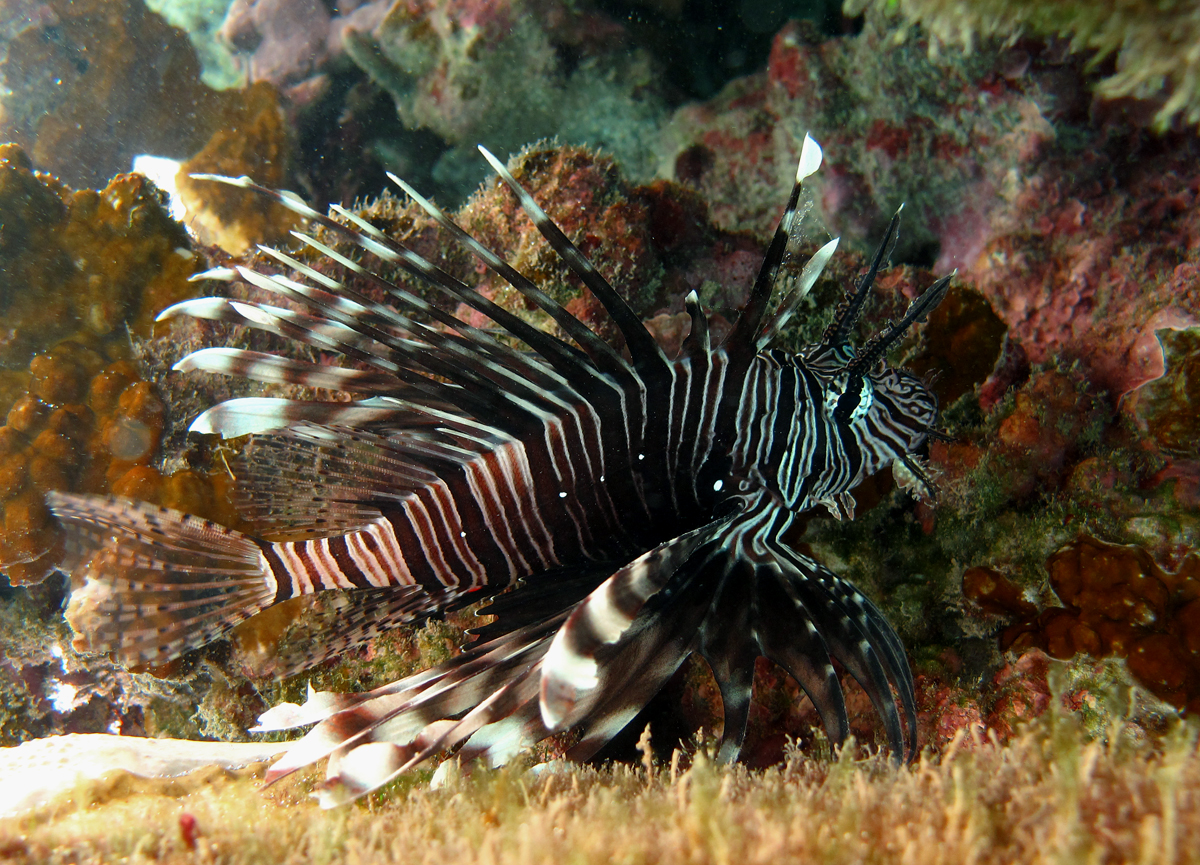
Une rascasse volante (Pterois miles)
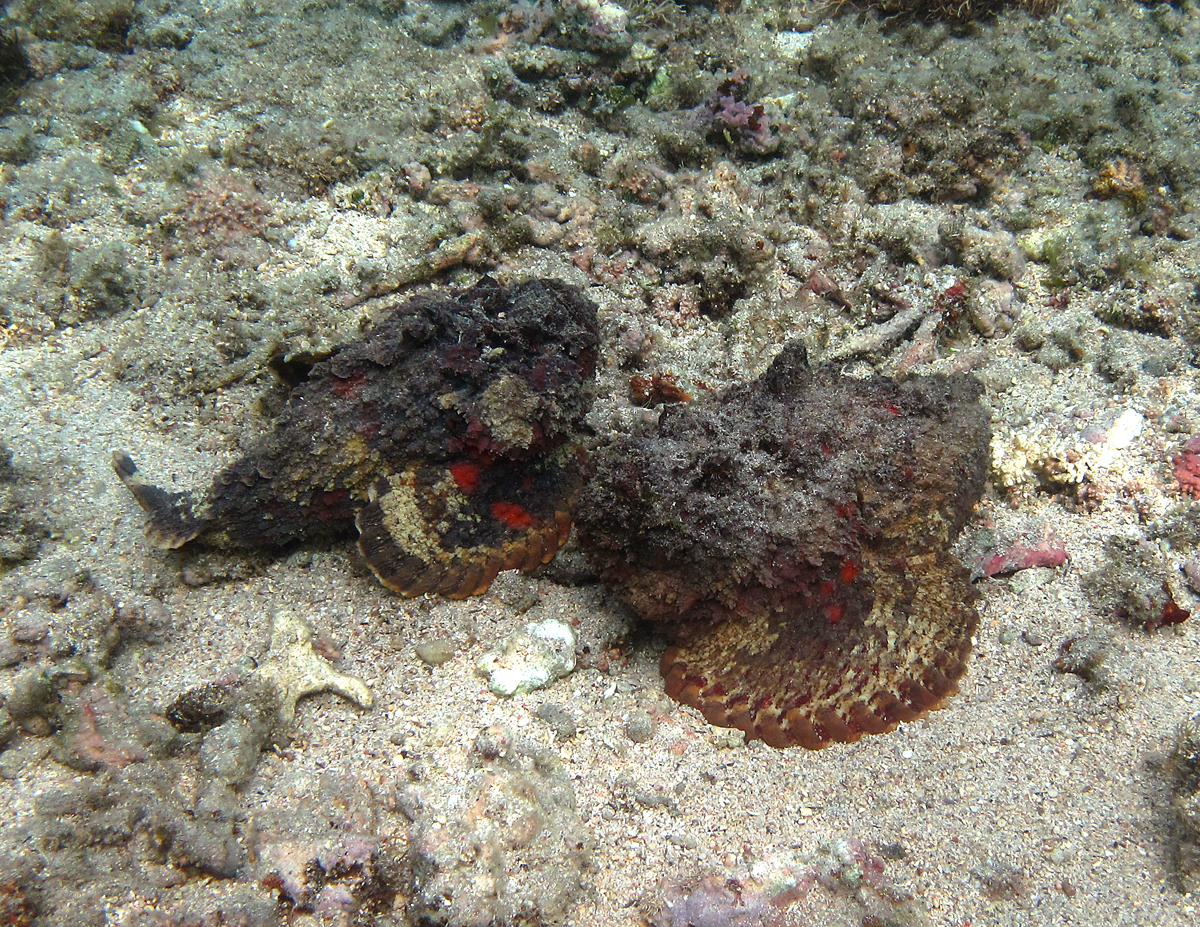
Deux dangereux poissons-pierres (Synanceia verrucosa)
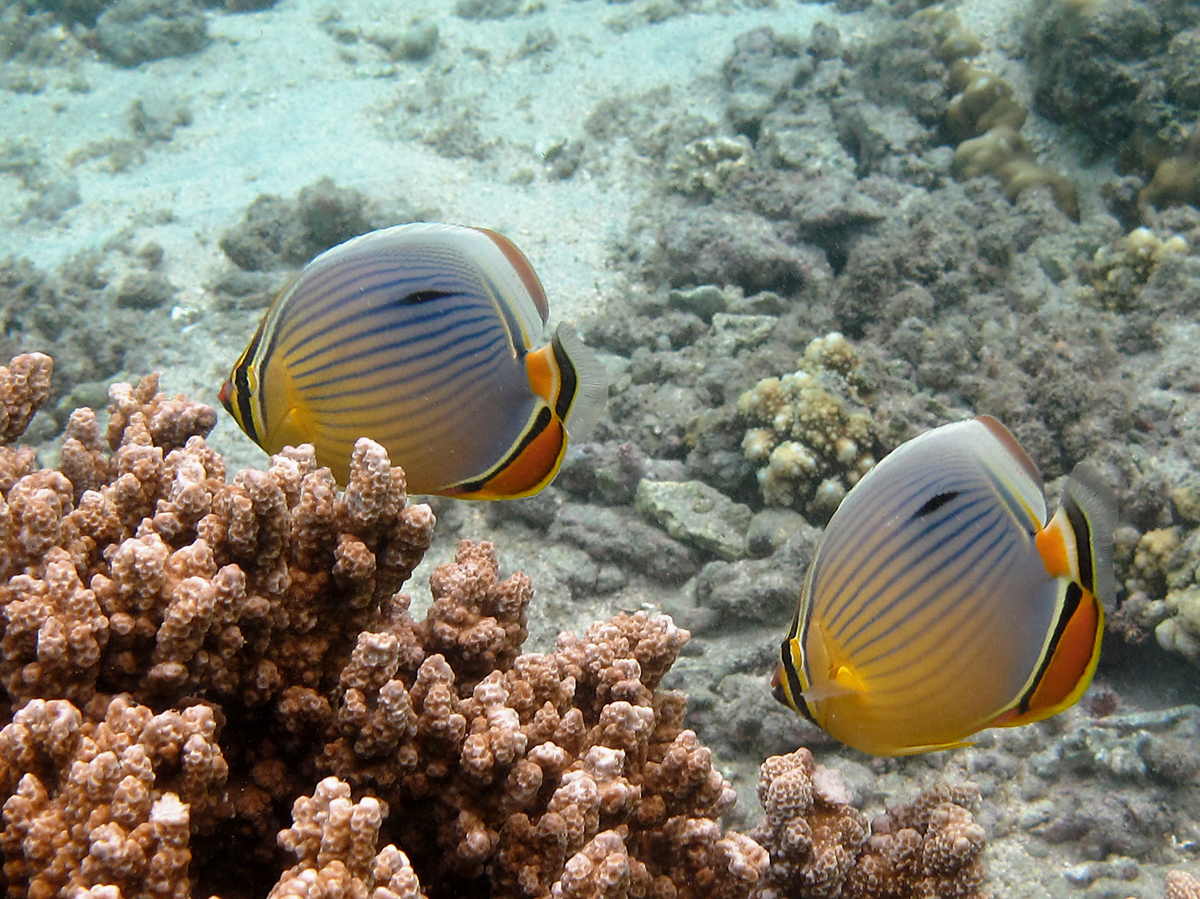
Deux poissons-papillon à trois bandes (Chaetodon trifasciatus)
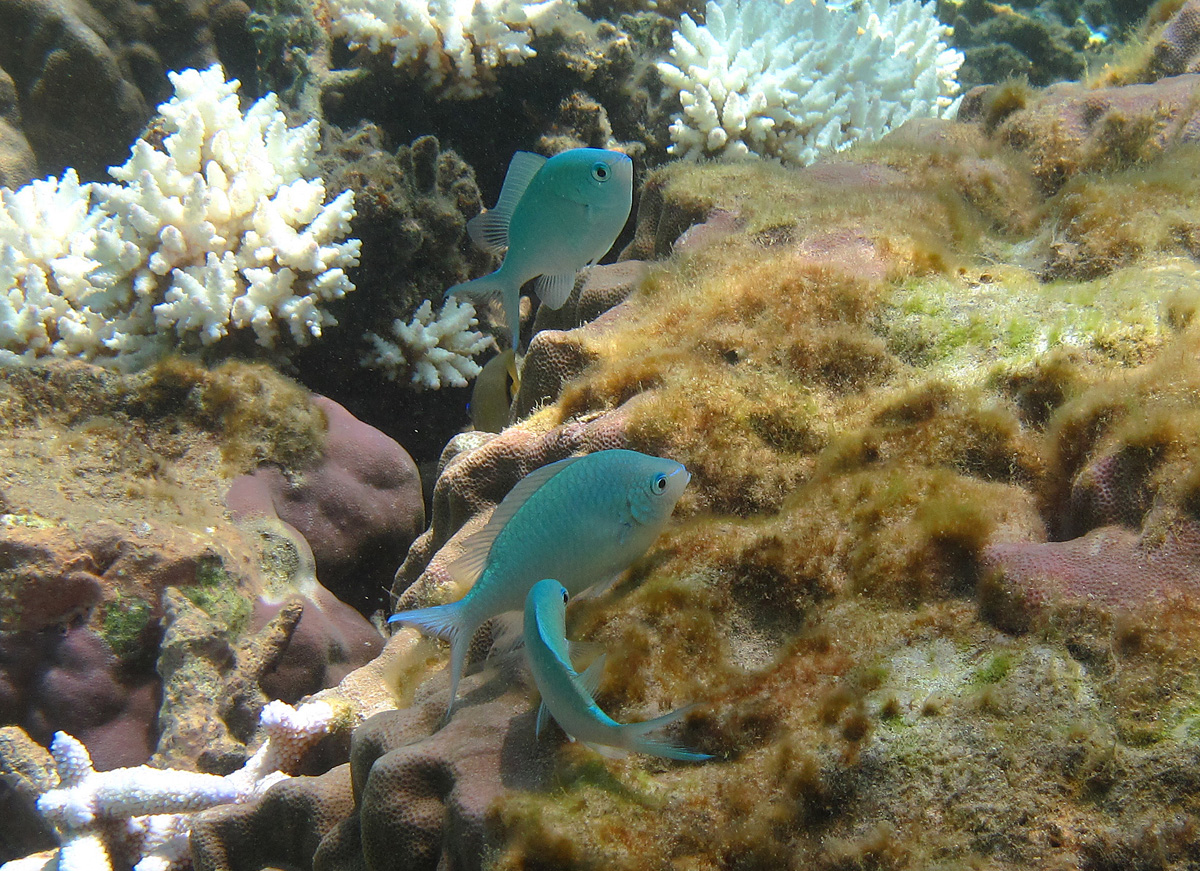
Des demoiselles bleu-vert (Chromis viridis)
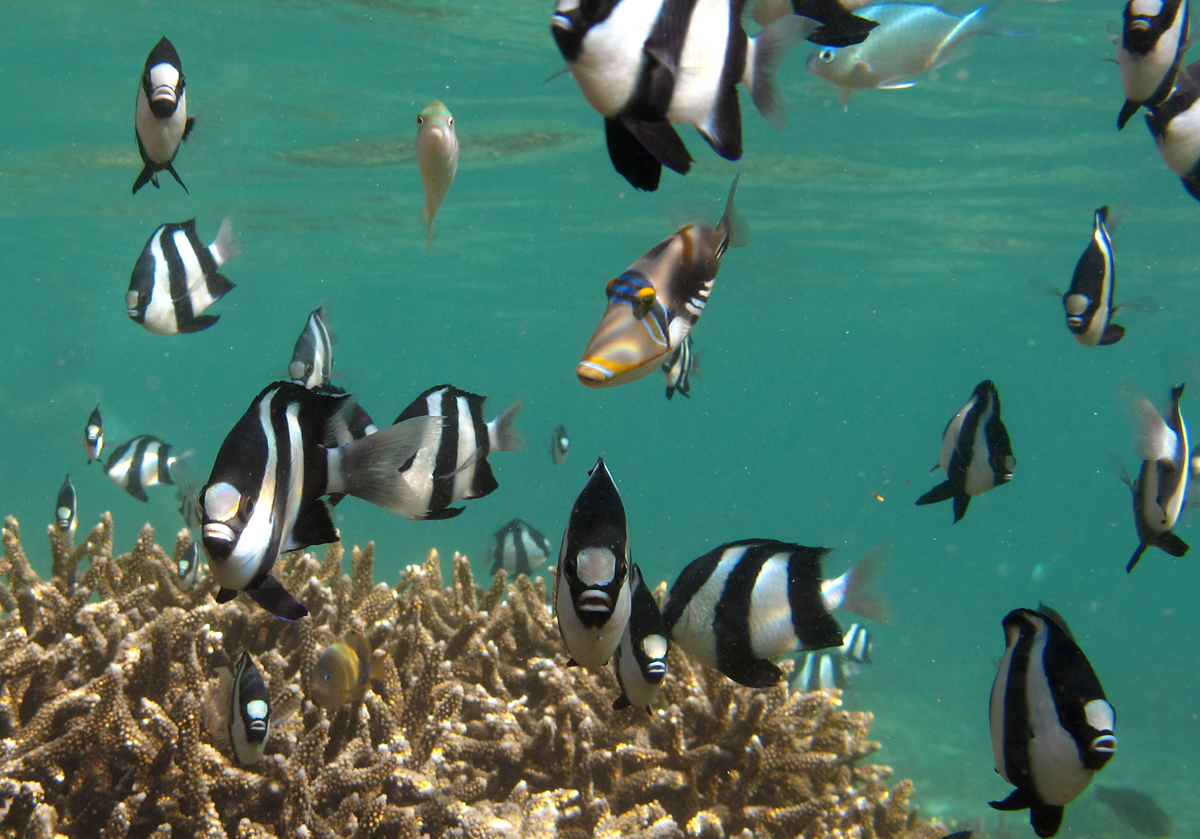
Un banc de demoiselles à trois bandes noires (ou demoiselles à queue blanche, Dascyllus aruanus)
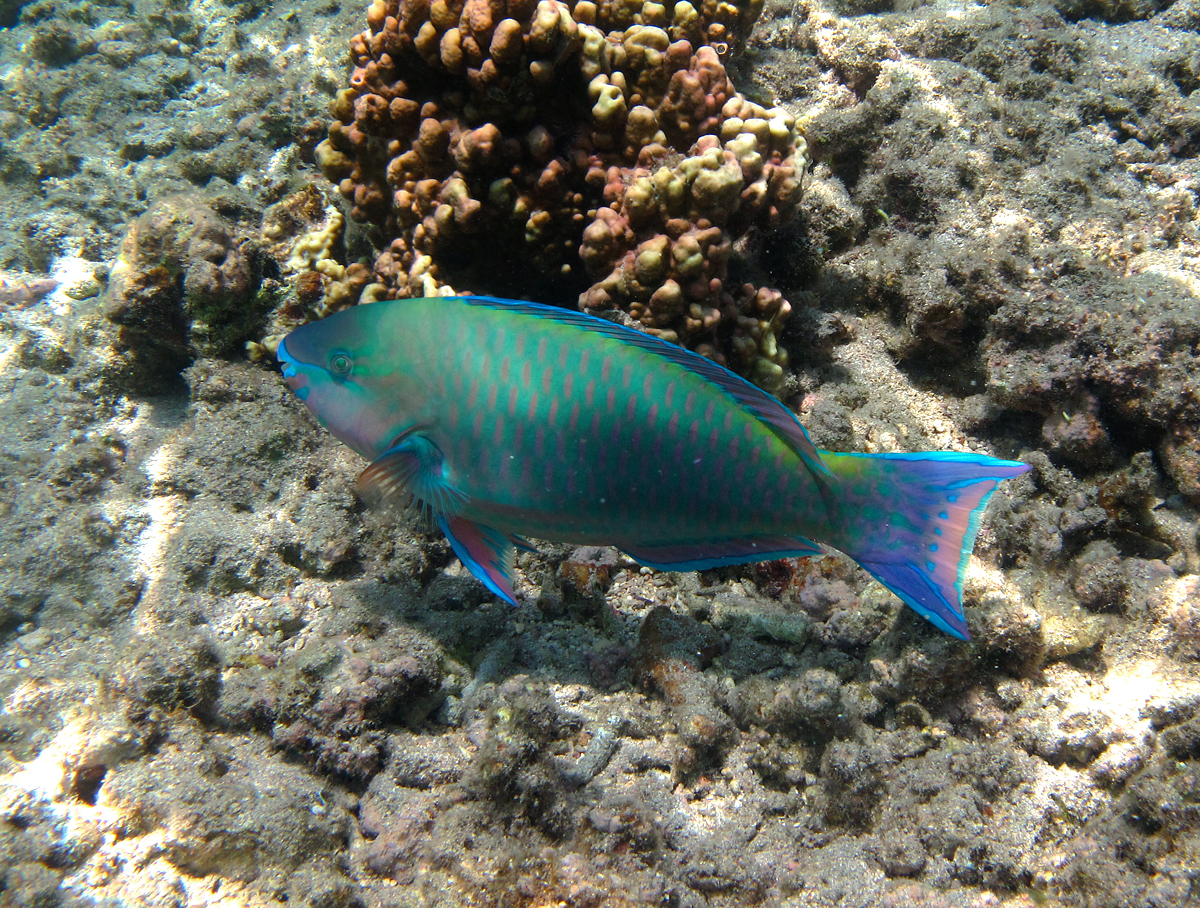
Un poisson-perroquet commun (Scarus psittacus) mâle
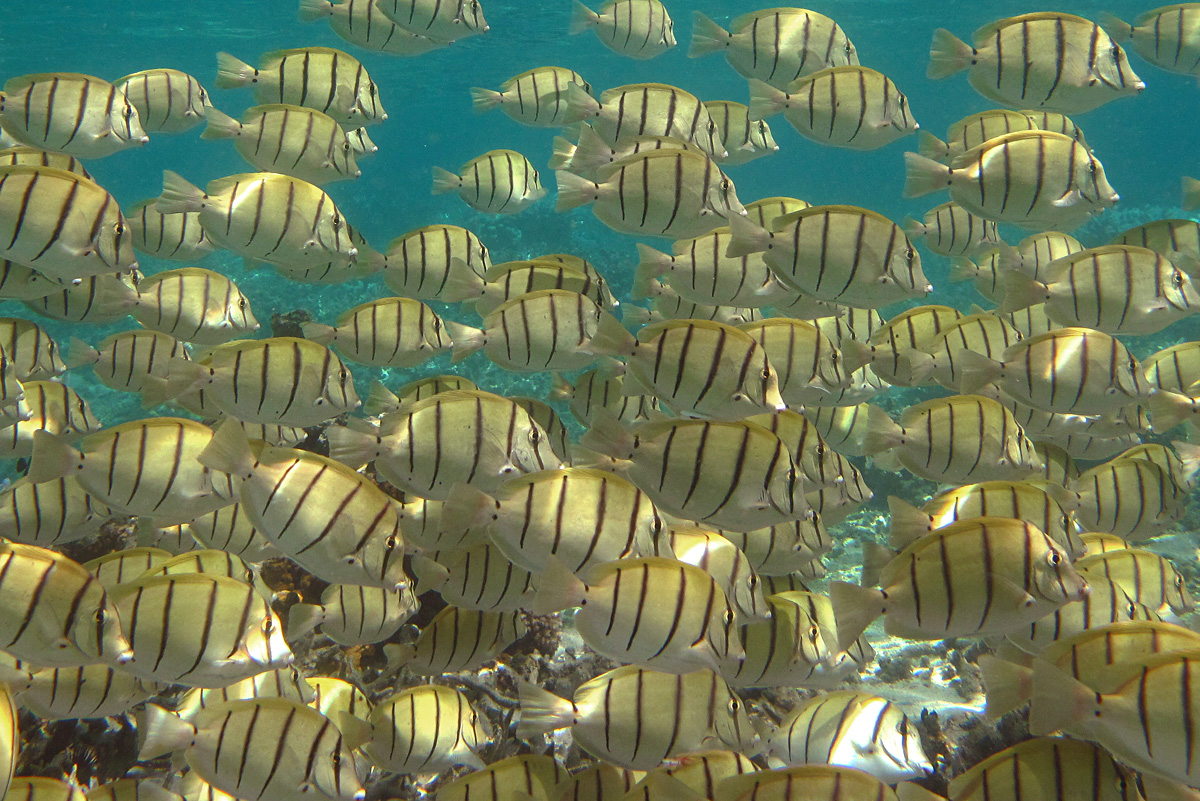
Un banc de chirurgiens bagnards (Acanthurus triostegus)
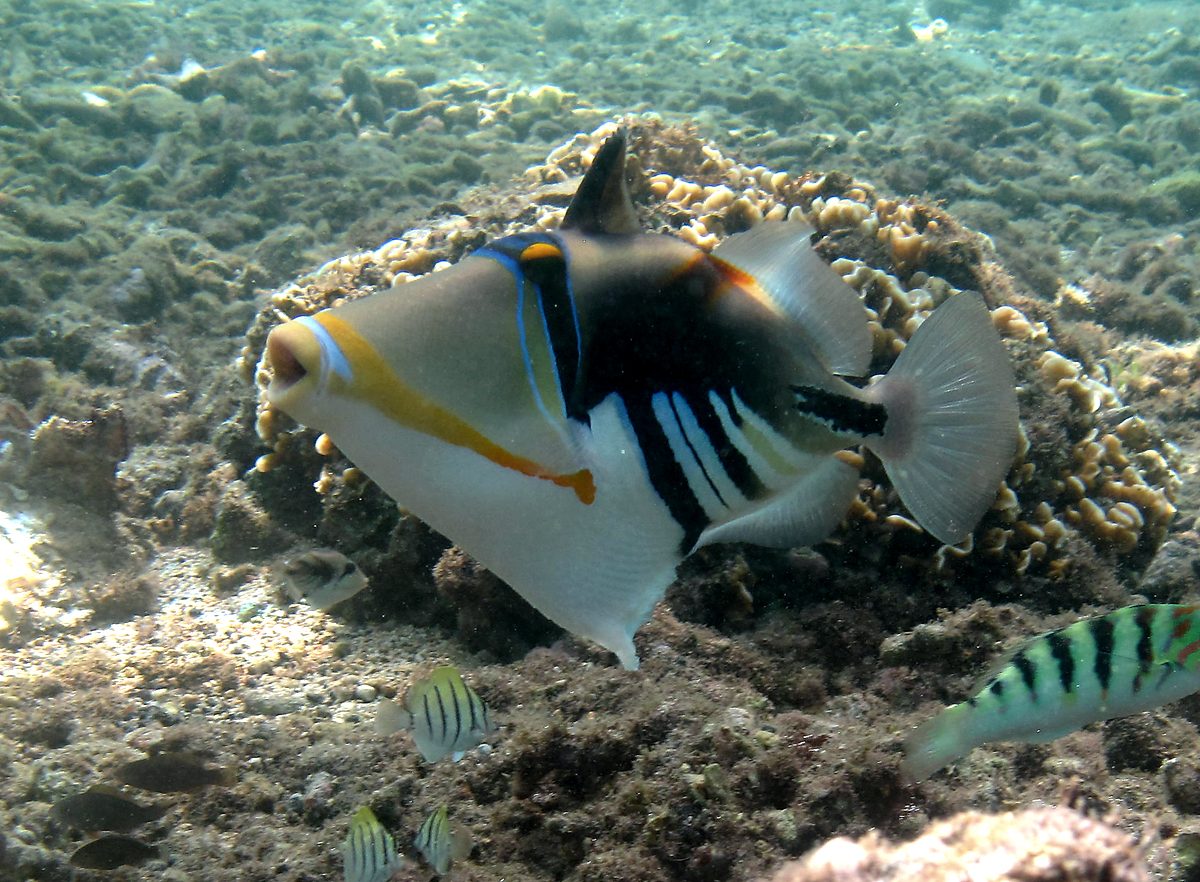
Un baliste Picasso (Rhinecanthus aculeatus)
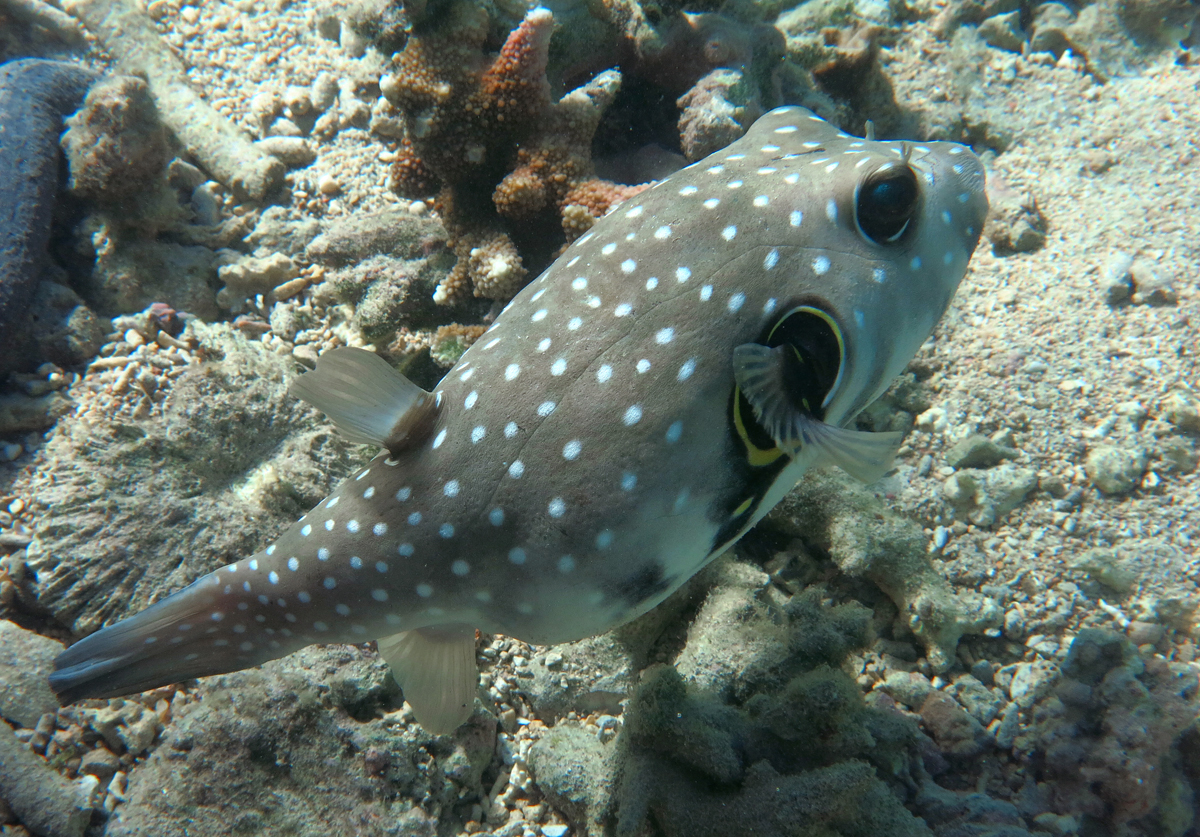
Un poisson-ballon à taches blanches (Arothron hispidus)
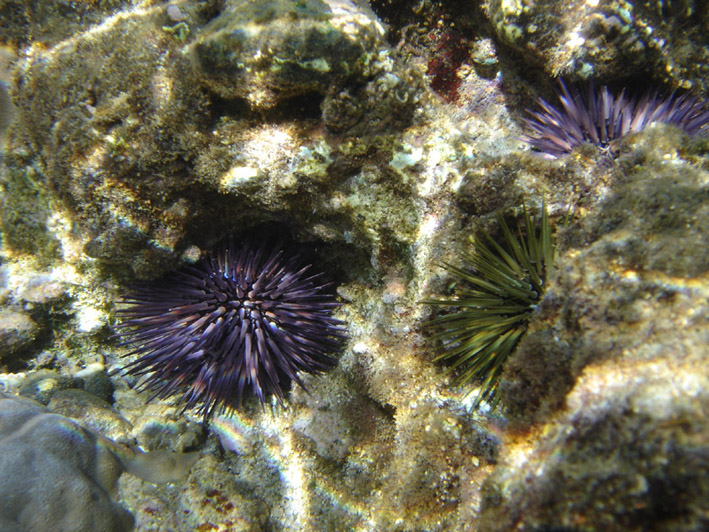
Oursin perforant (Echinometra mathaei)
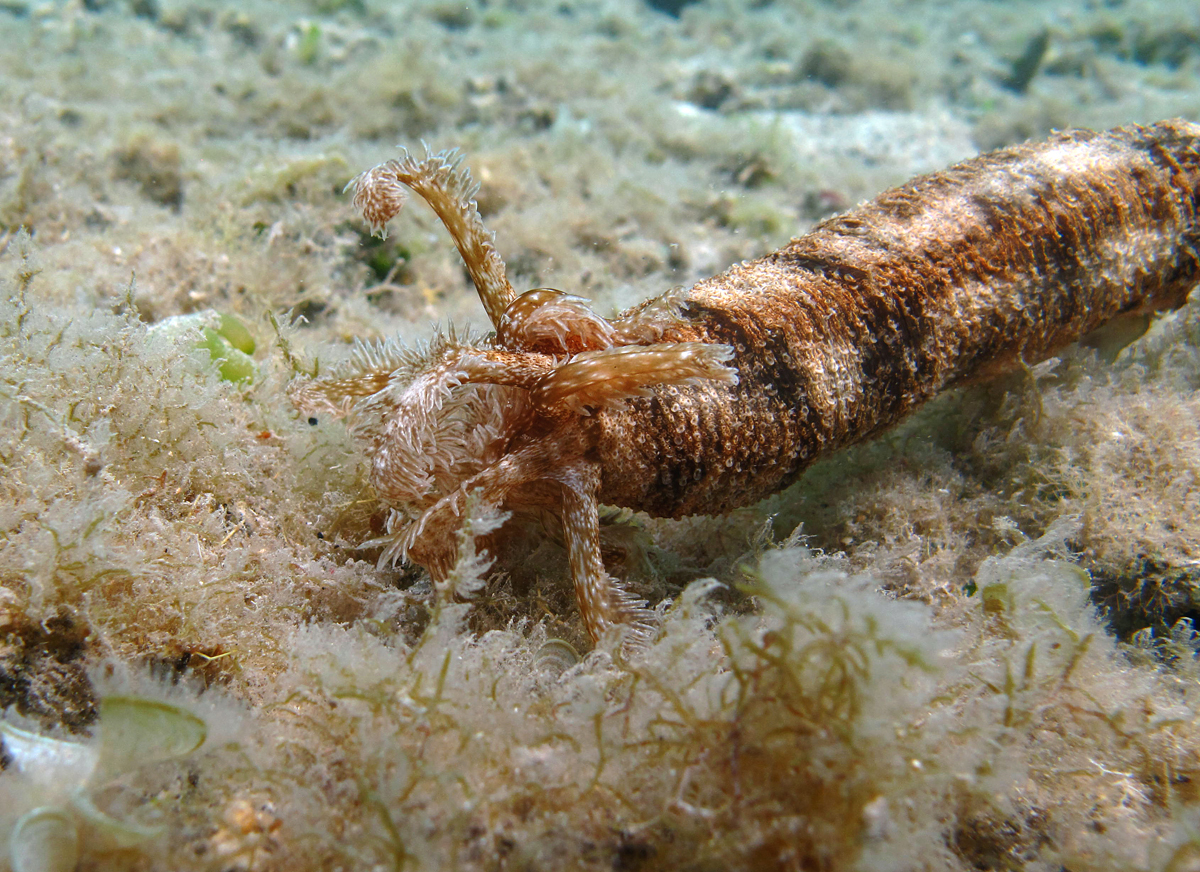
« Cordon mauresque » (Synapta maculata), une holothurie filtreuse qui assure l'épuration du sédiment.
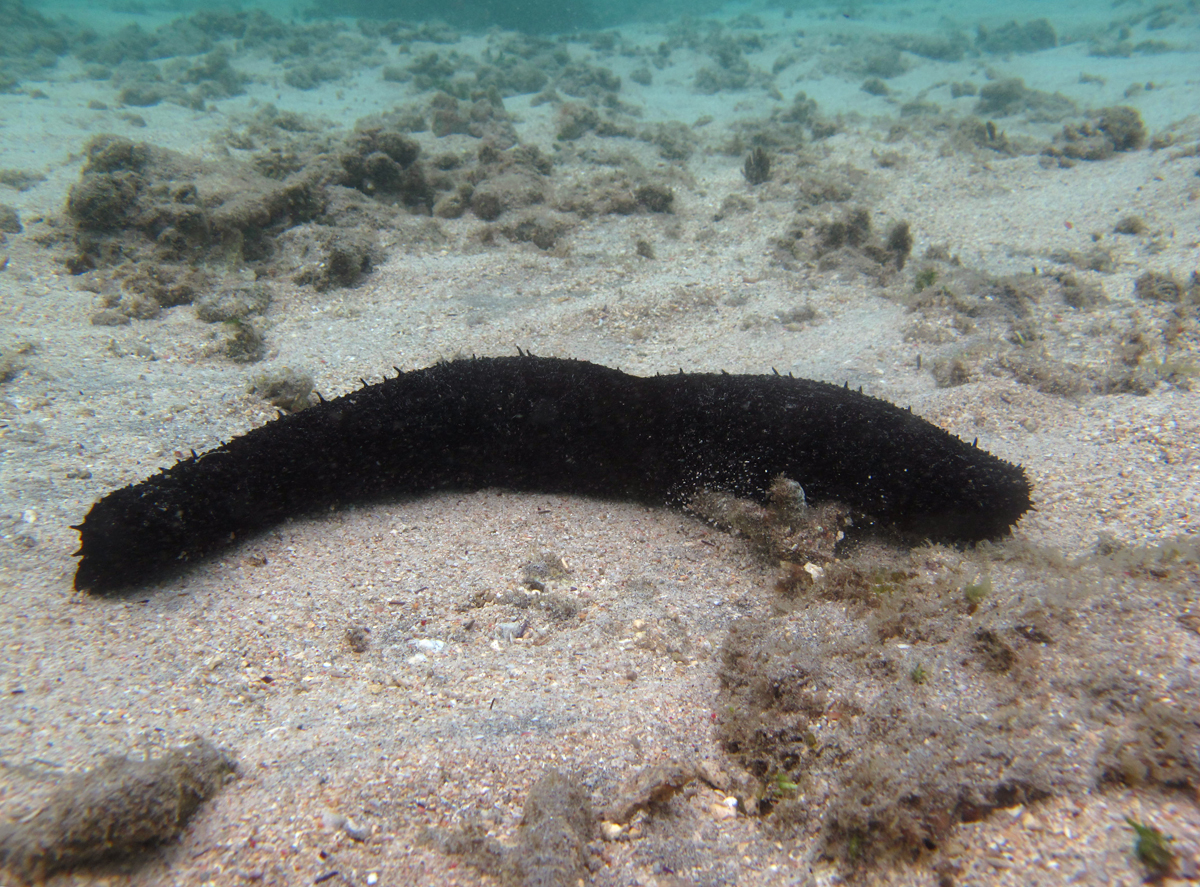
Holothurie noire de l'Indo-Pacifique (Holothuria leucospilota)
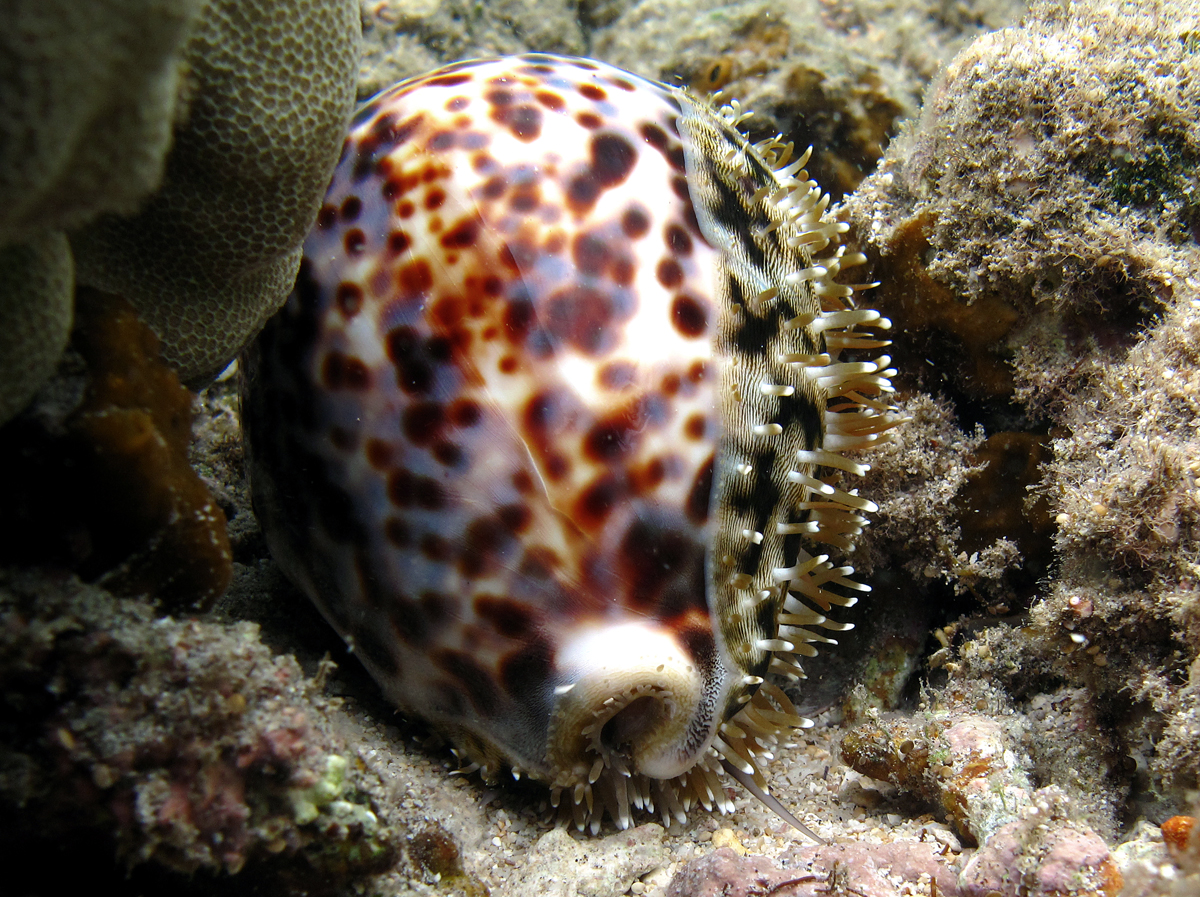
Porcelaine tigre (Cypraea tigris)
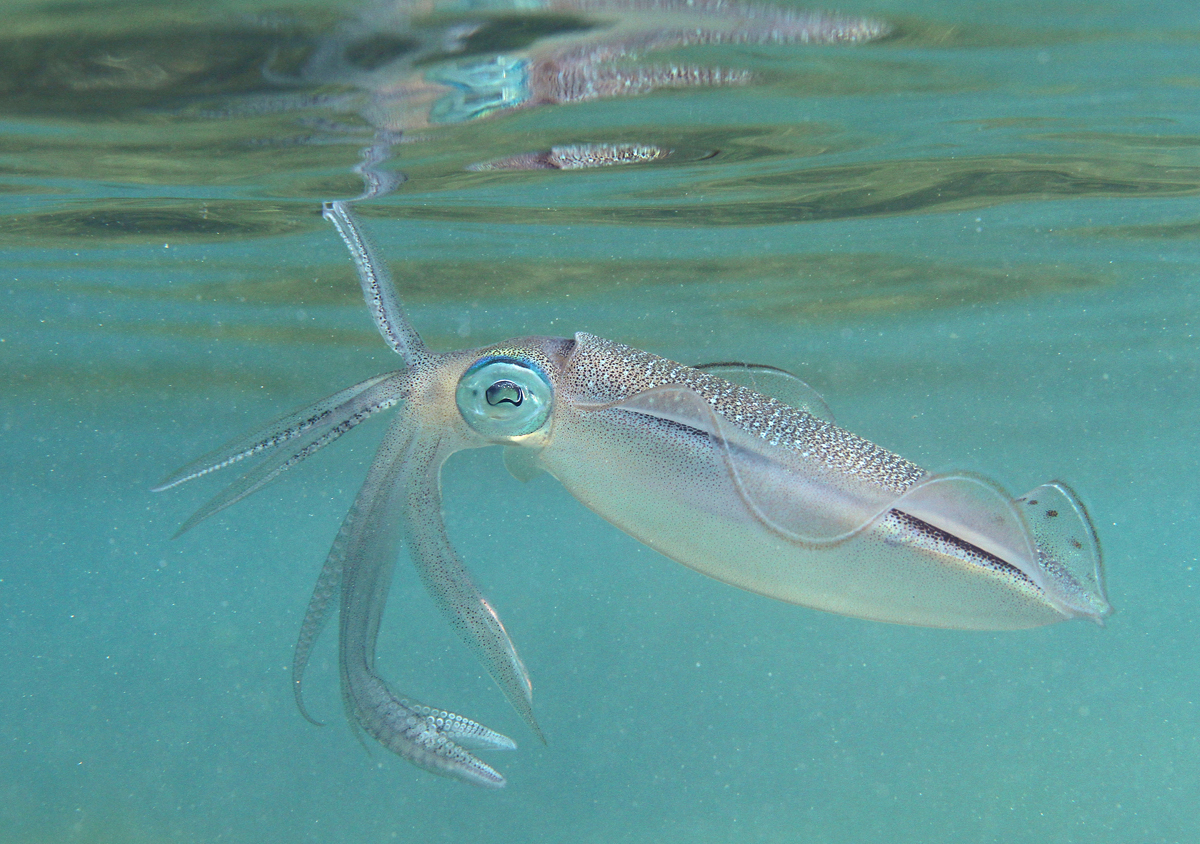
Calmar des récifs (Sepioteuthis lessoniana)
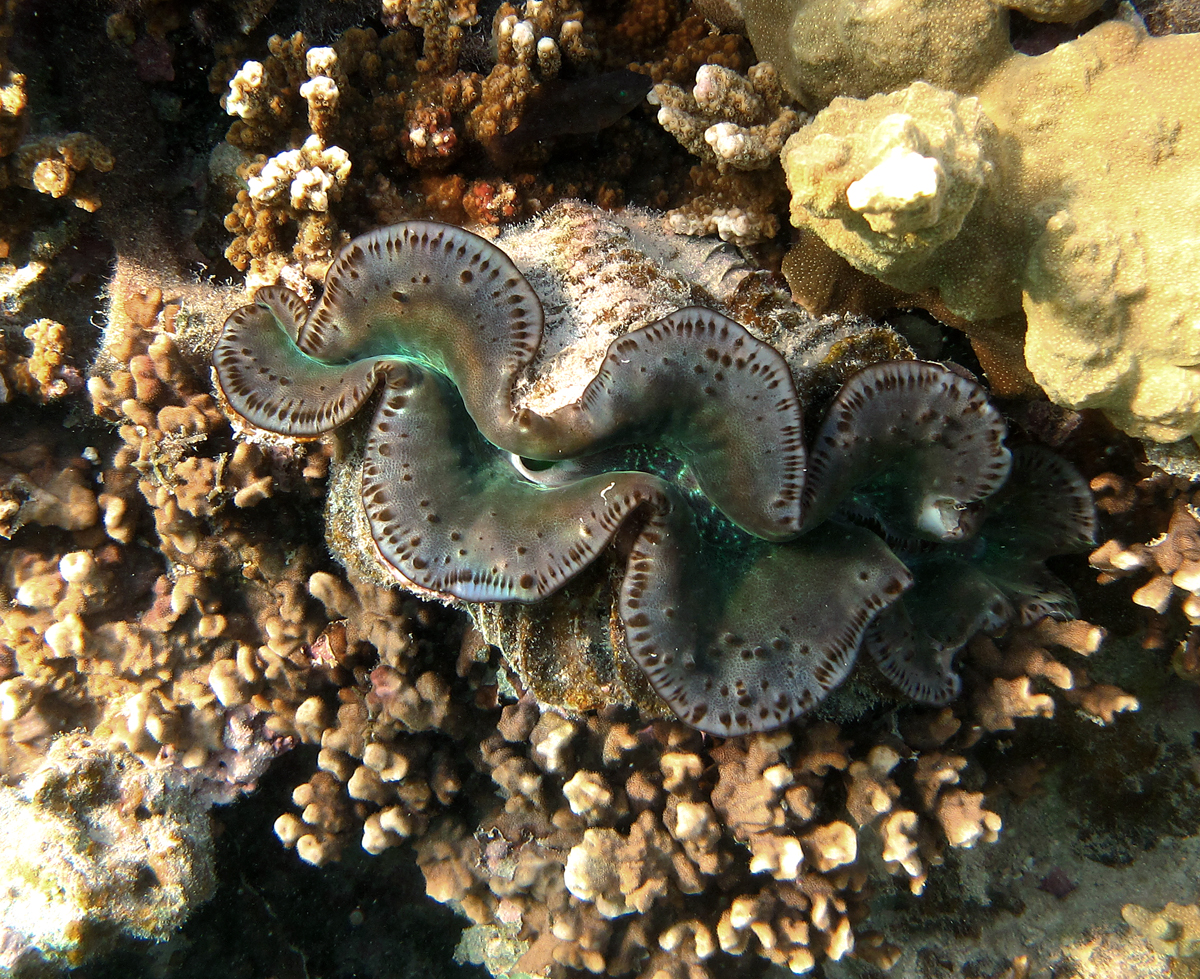
Bénitier géant (Tridacna maxima)
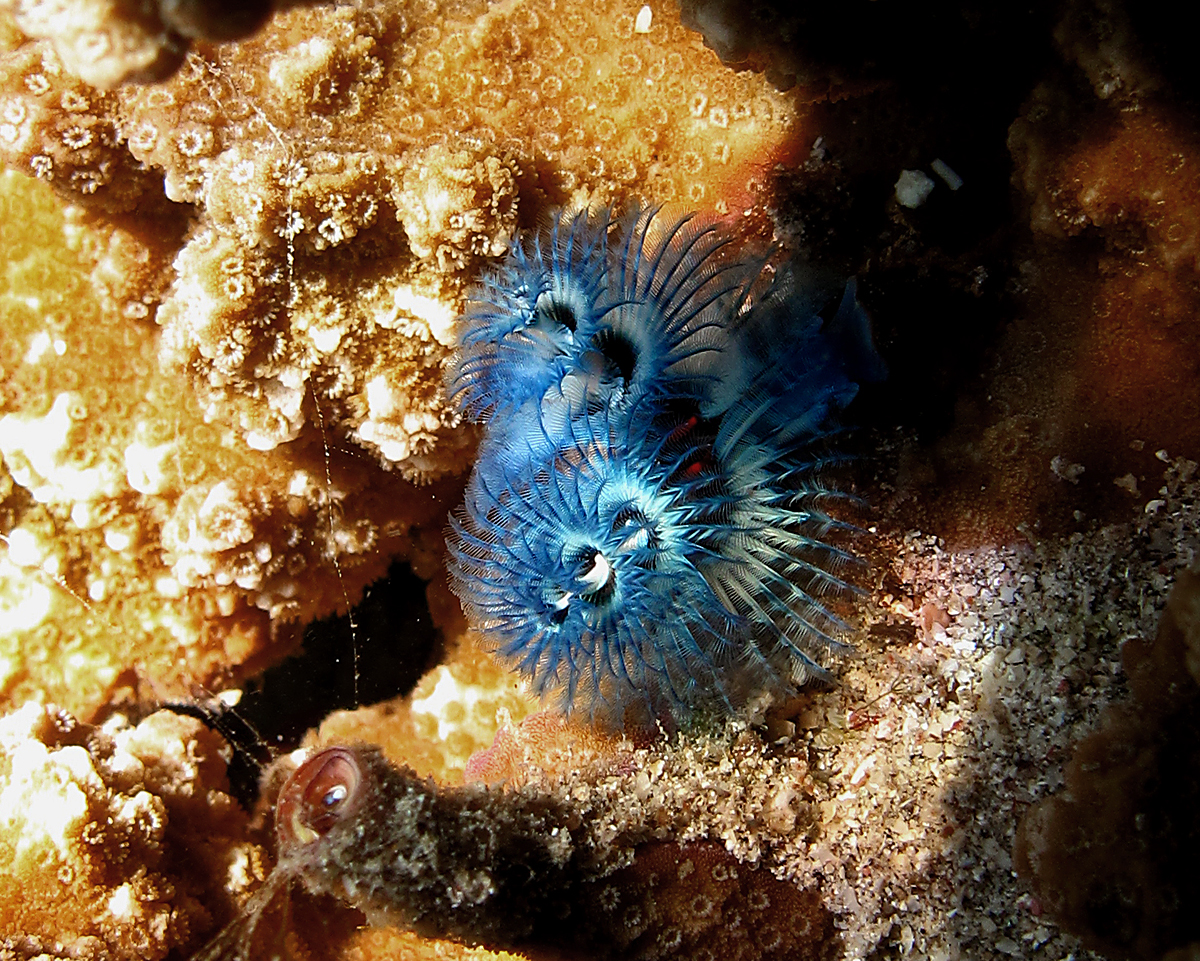
Un ver arbre de Noël (Spirobranchus giganteus)
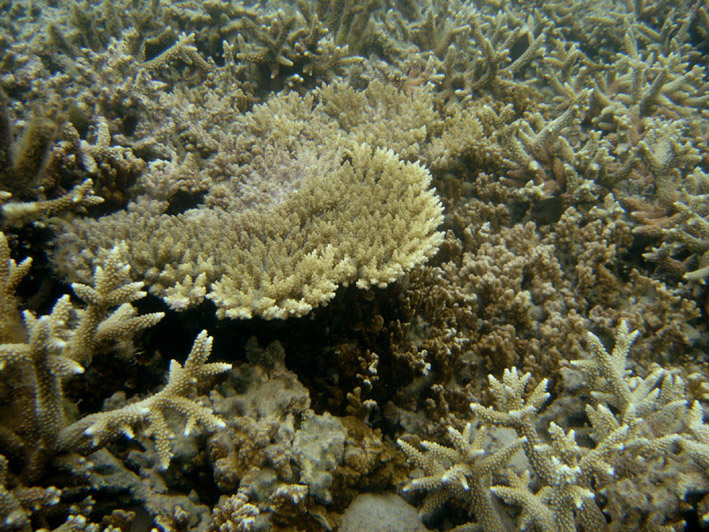
Corail tabulaire (Acropora hyacinthus)
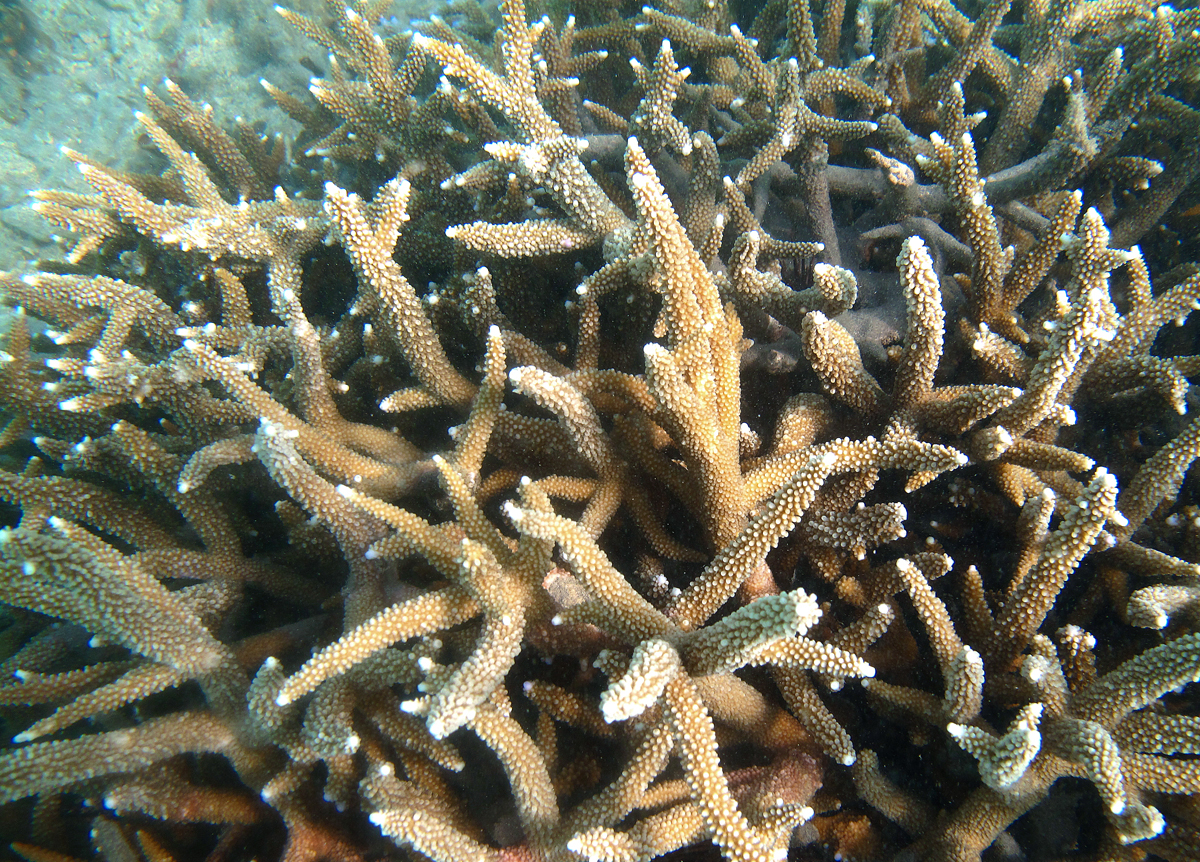
Corail arborescent (Acropora muricata)
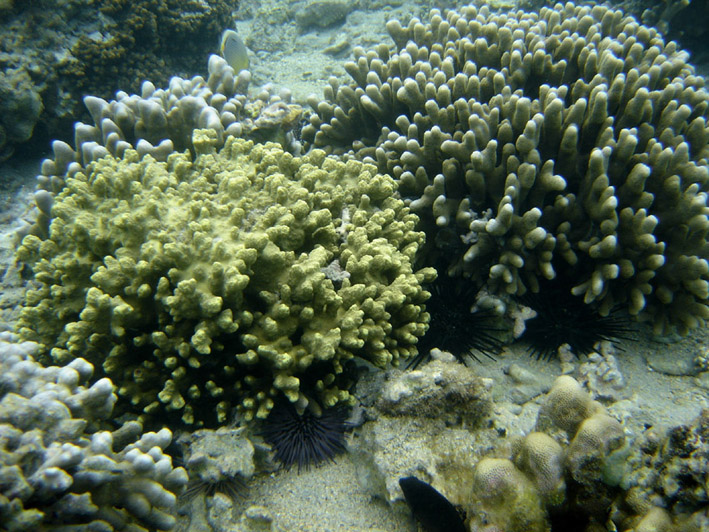
Coraux massifs (Porites spp.)
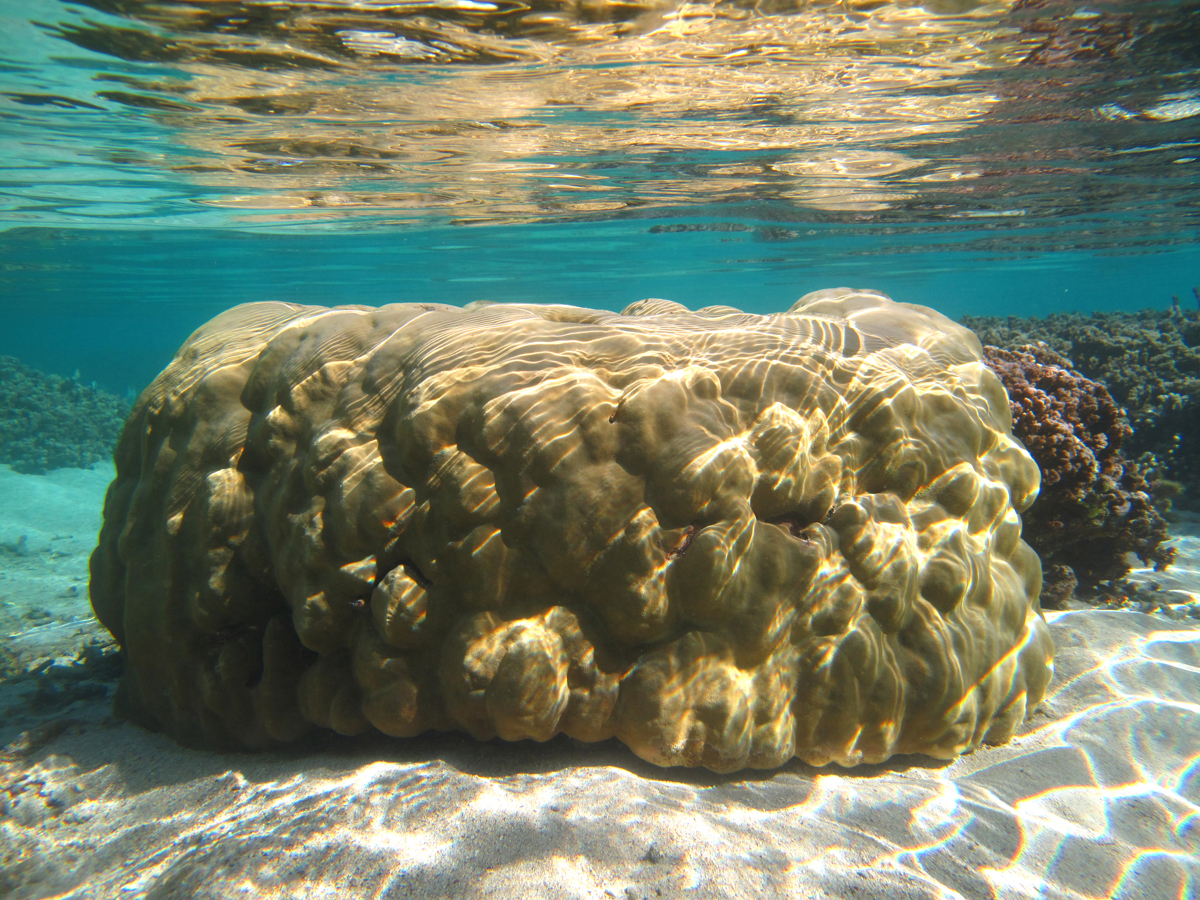
Corail poreux montagneux (Porites lutea)
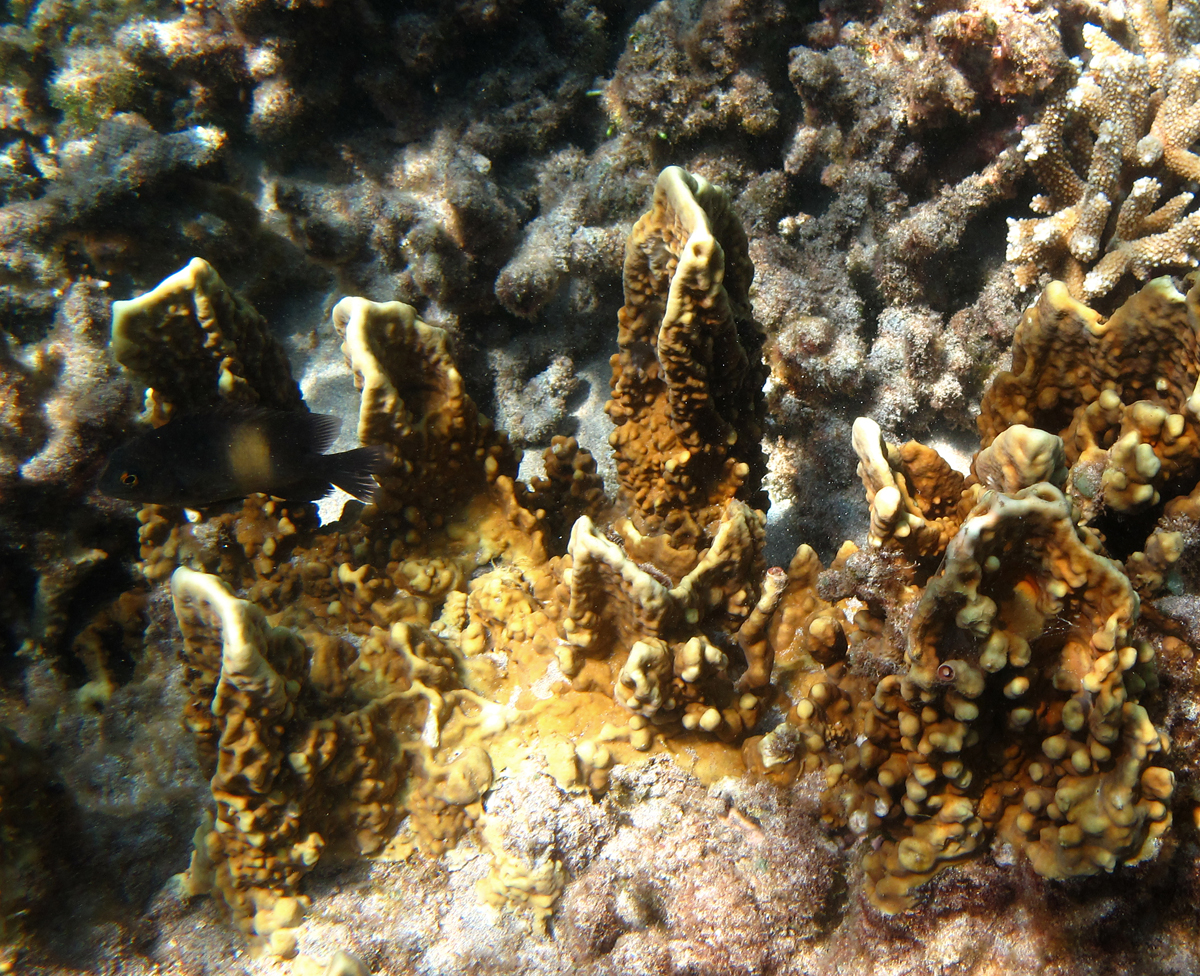
Corail de feu en plaques (Millepora platyphylla)

## Attaques de requin à la Réunion
Dans le cadre de la crise requin qui agite la Réunion depuis 2011, certaines attaques ont eu lieu au sein de la réserve marine où se situent les principaux spots de surf, de baignade, de plongée, etc. Le lien entre la création de la réserve marine en 2007 et l'augmentation du nombre d'attaques à compter de 2011 a été évoqué par plusieurs personnalités médiatiques et politiques, et certaines associations, provoquant au niveau de la collectivité, par ailleurs membre du GIP qui gère la réserve, la diminution budget alloué à la réserve pour le réinvestir dans des actions de protection des sites de baignade.
Aucune responsabilité directe de la réserve marine dans les attaques de requins n'a cependant pu être démontrée, les scientifiques chargés de la gestion de la réserve marine rappelant qu'aucun élément ne suggère un impact de la réserve sur la présence de squales, la densité de poisson y étant trois fois moins importante que dans la plupart des récifs indo-pacifiques.
À la suite d'une attaque de requin survenue en avril 2017, des actes de vandalisme (tags, cocktails molotov) sont commis contre les locaux de la réserve, alors que l'attaque avait eu lieu sur la côte opposée de l'île.